# Pouvoir adjudicateur
La notion de pouvoir adjudicateur désigne un acheteur public ou privé dont la passation de certains contrats, à savoir les marchés publics et les concessions, obéit à des règles de publicité et de mise en concurrence. 
Cette notion, d'origine communautaire - c'est-à-dire issu du droit de l'Union européenne -, recouvre trois catégories d'acheteurs et s'oppose à l'autre catégorie d'acheteurs soumis aux règles du Code de la commande publique, les entités adjudicatrices qui désignent les opérateurs de réseaux. Depuis le 1er avril 2019, elle est définie par l'article L. 1211-1 du Code de la commande publique.

## Définition actuelle
L'article L. 1211-1 du Code de la commande publique identifie trois catégories de pouvoirs adjudicateurs, à savoir : 
- les personnes morales de droit public ;

- les personnes morales de droit privé poursuivant une mission d’intérêt général et financées principalement sur fonds publics ;

- et les personnes morales de droit privé dotées de la personnalité juridique constituées par des pouvoirs adjudicateurs dans le but de réaliser certaines activités en commun.

## Origine communautaire de la notion

### Une notion originellement cantonnée aux marchés publics

#### Introduction pour les marchés publics de travaux
La notion de pouvoir adjudicateur est introduite par la directive n° 71/305/CEE du 26 juillet 1971 portant coordination des procédures de passation des marchés publics de travaux.  
Le premier considérant de la directive dispose que « la réalisation simultanée de la liberté d'établissement et de la libre prestation de services en matière de marchés publics de travaux, conclus dans les Etats membres pour le compte de l'Etat, des collectivités territoriales et d'autres personnes morales de droit public, comporte parallèlement à l'élimination des  restrictions une coordination des procédures nationales de passation des marchés publics de travaux ». Cette directive veille à interdire les spécifications techniques ayant un effet discriminatoire, à assurer une publicité suffisante des marchés publics et à élaborer une procédure permettant de veiller en commun à l'observation de ces principes.  
La directive définit les pouvoirs adjudicateurs comme « l'Etat, les collectivités territoriales et les personnes morales de droit public énumérées en annexe I », cette dernière catégorie comprenant notamment les associations de droit public formées par les collectivités territoriales, telles que les associations de communes ou les syndicats de communes. 

#### Extension aux marchés publics de fournitures
Cinq ans plus tard, la directive n° 77/62/CEE du 21 décembre 1976 portant coordination des procédures de passation des marchés publics de fournitures étend le champ de la notion de pouvoir adjudicateur aux marchés publics de fournitures. 
Cette directive instaure « dans le domaine des marchés publics de fournitures afin d'assurer, par l'instauration de conditions égales de participation à ces marchés dans tous les États membres, une transparence » visant à limiter les restrictions à la libre circulation des marchandises, notamment en provenance des entités publiques. L'article premier de la directive reprend la définition de la directive du 26 juillet 1971, à savoir « l'État, les collectivités territoriales et les personnes morales de droit public » ainsi que, « dans les États membres qui ne connaissent pas cette notion, les entités équivalentes, énumérées à l'annexe I » comprenant les associations de droit public formées par les collectivités territoriales.  

##### Exclusion des transports
Cependant, « en attendant l'élaboration de mesures de coordination des procédures applicables aux organismes de transport », la directive du 21 décembre 1976 exclut de son champ d'application les entreprises de transport. La Cour de justice des communautés européennes confirme, dans un arrêt du 11 juillet 1991, qu'en excluant du champ de son application les marchés publics de fournitures passés par des organismes gérant des services de transports, la directive visait le secteur des services de transports dans son ensemble . 

#### Extension aux marchés publics de services et introduction de la notion d'organisme de droit public
Le Livre blanc sur l'achèvement du marché intérieur du 14 juin 1985 de la Commission européenne, qui dresse un calendrier des actions à mener pour réaliser le marché unique au plus tard le 31 décembre 1992, prévoit un programme d'action et un calendrier pour la réalisation de l'ouverture des marchés publics, notamment dans le domaine des services.
La directive 92/50/CEE du 18 juin 1992 portant coordination des procédures de passation des marchés publics de services inclut parmi les pouvoirs adjudicateurs « l'État, les collectivités territoriales, les organismes
de droit public, les associations formées par une ou plusieurs de ces collectivités ».

La directive innove également en introduisant la notion d'organisme de droit public, entendue comme : 

« tout organisme :
- créé pour satisfaire spécifiquement des besoins d'intérêt général ayant un caractère autre qu'industriel ou commercial et
- ayant la personnalité juridique et
- dont, soit l'activité est financée majoritairement par l'État, les collectivités territoriales ou d'autres organismes de droit public, soit la gestion est soumise à un contrôle par ces derniers, soit l'organe d'administration, de direction ou de surveillance est composé de membres dont plus de la moitié est désignée par l'État, les collectivités territoriales ou d'autres organismes de droit public. »

#### Restriction aux services spéciaux
Deux directives du 14 juin 1993, à savoir la directive n° 93/36/CEE portant coordination des procédures de passation des marchés publics de fournitures et la directive n° 93/37/CEE portant coordination des procédures de passation des marchés publics de travaux, reprennent les définitions de pouvoir adjudicateur, sans modification. 
Une troisième directive du 14 juin 1993, la directive 93/38/CEE du 14 juin 1993 portant coordination des procédures de passation des marchés dans les secteurs de l'eau, de l'énergie, des transports et des télécommunications, étend la notion de marchés publics aux contrats passés dans les secteurs de l'eau, de l'énergie, des transports et des télécommunications. Cette directive restreint cependant les procédures de passation, allégées, aux entités adjudicatrices, qui recouvrent les organismes de droit public et les entreprises publiques.

#### Reprise constante par les directives suivantes
La refonte suivante des procédures de passation des marchés publics est opérée par la directive n° 2004/18/CE du 31 mars 2004 relative à la coordination des procédures de passation des marchés publics de travaux, de fournitures et de services dite directive marchés publics et par la directive n° 2004/17/CE du 31 mars 2004 portant coordination des procédures de passation des marchés dans les secteurs de l'eau, de l'énergie, des transports et des services postaux dite directive services spéciaux.
La directive services spéciaux maintient la dualité entre pouvoir adjudicateur et entité adjudicatrice. 

### Une notion étendue aux concessions
Il est décidé de refondre entièrement le droit des marchés publics et d'étendre les obligations de publicité et de mise en concurrence à la passation des contrats de concession. 
La directive n° 2014/24/UE du 26 février 2014 sur la passation des marchés publics ainsi que la directive n° 2014/25/UE du 26 février 2014 relative à la passation de marchés par des entités opérant dans les secteurs de l’eau, de l’énergie, des transports et des services postaux concernant les services spéciaux reprennent la définition constante des pouvoirs adjudicateurs. 
La directive n° 2014/23/UE du 26 février 2014 sur l’attribution de contrats de concession étend la notion de pouvoir adjudicateur aux contrats de concession, dont la passation fait désormais l'objet d'une procédure formalisée de mise en concurrence. 

## Transposition de la notion de pouvoir adjudicateur en droit français
Les différents textes transposant les directives européennes ont d'abord listé les entités soumises aux obligations de publicité et de mise en concurrence, sans formellement transposer la notion de pouvoir adjudicateur.

### Introduction de la notion de pouvoir adjudicateur
À la suite de la refonte du droit des marchés publics par les directives du 31 mars 2004, plusieurs textes sont adoptés en droit français. Cependant, le décret n° 2004-15 du 7 janvier 2004 portant code des marchés publics se borne à définir les entités soumises au code des marchés publics, à savoir l'Etat, ses établissements publics autres que ceux ayant un caractère industriel et commercial, les collectivités territoriales et leurs établissements publics, sans transposer directement la notion de pouvoir adjudicateur.
C'est l'ordonnance n° 2005-649 du 6 juin 2005 relative aux marchés passés par certaines personnes publiques ou privées non soumises au code des marchés publics qui introduit pour la première fois la notion de pouvoir adjudicateur en droit français. L'article 3 de l'ordonnance dispose que 

« Les pouvoirs adjudicateurs soumis à la présente ordonnance sont :
1° Les organismes de droit privé ou les organismes de droit public autres que ceux soumis au code des marchés publics dotés de la personnalité juridique et qui ont été créés pour satisfaire spécifiquement des besoins d'intérêt général ayant un caractère autre qu'industriel ou commercial, dont :
a) Soit l'activité est financée majoritairement par un pouvoir adjudicateur soumis au code des marchés publics ou à la présente ordonnance ;
b) Soit la gestion est soumise à un contrôle par un pouvoir adjudicateur soumis au code des marchés publics ou à la présente ordonnance ;
c) Soit l'organe d'administration, de direction ou de surveillance est composé de membres dont plus de la moitié sont désignés par un pouvoir adjudicateur soumis au code des marchés publics ou à la présente ordonnance ;
2° La Banque de France ;
3° La Caisse des dépôts et consignations ;
4° Les organismes de droit privé dotés de la personnalité juridique constitués en vue de réaliser certaines activités en commun :
a) Soit par des pouvoirs adjudicateurs soumis au code des marchés publics ;
b) Soit par des pouvoirs adjudicateurs soumis à la présente ordonnance ;
c) Soit par des pouvoirs adjudicateurs soumis au code des marchés publics et des pouvoirs adjudicateurs soumis à la présente ordonnance. »

À la suite de l'annulation de certaines dispositions du code des marchés publics de 2004 par le Conseil d'Etat, le décret n° 2006-975 du 1er août 2006 portant code des marchés publics reprend la notion de pouvoir adjudicateur, en disposant que : 

« Les pouvoirs adjudicateurs soumis au présent code sont :
1° L'Etat et ses établissements publics autres que ceux ayant un caractère industriel et commercial ;
2° Les collectivités territoriales et les établissements publics locaux.
Sauf dispositions contraires, les règles applicables à l'Etat le sont également à ceux de ses établissements publics auxquels s'appliquent les dispositions du présent code. De même, sauf dispositions contraires, les règles applicables aux collectivités territoriales le sont également aux établissements publics locaux. »

### Reprise par les textes subséquents

#### Ordonnances de transposition des directives
L'ordonnance n° 2015-899 du 23 juillet 2015 relative aux marchés publics, qui transpose les deux directives du 26 février 2014 relatives aux marchés publics, dispose que : 

« Les pouvoirs adjudicateurs sont :
1° Les personnes morales de droit public ;
2° Les personnes morales de droit privé qui ont été créées pour satisfaire spécifiquement des besoins d'intérêt général ayant un caractère autre qu'industriel ou commercial, dont :
a) Soit l'activité est financée majoritairement par un pouvoir adjudicateur ;
b) Soit la gestion est soumise à un contrôle par un pouvoir adjudicateur ;
c) Soit l'organe d'administration, de direction ou de surveillance est composé de membres dont plus de la moitié sont désignés par un pouvoir adjudicateur ;
3° Les organismes de droit privé dotés de la personnalité juridique constitués par des pouvoirs adjudicateurs en vue de réaliser certaines activités en commun. »

Cette définition est reprise concernant les contrats de concession par l'ordonnance n° 2016-65 du 29 janvier 2016 relative aux contrats de concession.

#### Code de la commande publique
Le nouveau code de la commande publique, en vigueur à partir du 1er avril 2019, définit en son article L. 1211-1 les pouvoirs adjudicateurs comme :

« Les pouvoirs adjudicateurs sont :
1° Les personnes morales de droit public ;
2° Les personnes morales de droit privé qui ont été créées pour satisfaire spécifiquement des besoins d'intérêt général ayant un caractère autre qu'industriel ou commercial, dont :
a) Soit l'activité est financée majoritairement par un pouvoir adjudicateur ;
b) Soit la gestion est soumise à un contrôle par un pouvoir adjudicateur ;
c) Soit l'organe d'administration, de direction ou de surveillance est composé de membres dont plus de la moitié sont désignés par un pouvoir adjudicateur ;
3° Les organismes de droit privé dotés de la personnalité juridique constitués par des pouvoirs adjudicateurs en vue de réaliser certaines activités en commun. »